# Лафлёр, Стефан
Стефан Лафлёр (фр. Stéphane Lafleur; род. 1976) — квебекский кинорежиссёр

, сценарист и музыкант.

## Биография
Учился в Университете Квебека в Монреале, где поставил свой первый короткометражный фильм Караоке, представленный позднее на нескольких фестивалях.
На его творчество оказали влияние фильмы А. Тарковского.
В 2009 году в составе группы 8 квебекских кинематографистов получил дотацию от Квебекского общества по развитию предприятий в сфере культуры (fr:Société de développement des entreprises culturelles) на создание новых полнометражных фильмов; конкретно ему финансирование было выдано на сценарий его фильма «Знакомая местность» (En terrains connus), выпущенного в 2011 году.
Помимо кинематографической карьеры, он известен как певец в составе группы fr:Avec pas d'casque.

## Фильмография

### Режиссёр
- 1999 : Караоке
- 2002 : Snooze
- 2007 : Континенталь — фильм, в котором нет ружья
- 2011 : Знакомая местность

### Сценарист
- 2007 : Континенталь — фильм, в котором нет ружья

### Монтажёр
- 2023 : Вампирша-гуманистка ищет отчаянного добровольца

## Награды
- fr:Prix Jutra: лучший режиссёр:Континенталь — фильм, в котором нет ружья (2008)
- fr:Prix Jutra: лучший сценарий:Континенталь — фильм, в котором нет ружья (2008)